# Dysoxylum malabaricum
Dysoxylum malabaricum là một loài thực vật có hoa trong họ Meliaceae. Loài này được Bedd. ex C.DC. mô tả khoa học đầu tiên năm 1878.